# Forme generiche nei toponimi britannici
Questo elenco dà una serie di forme generiche comuni che si ritrovano nei nomi di luoghi britannici. Non è raro trovare diversi di questi combinati assieme. Un esempio interessante è Torpenhow Hill, in Cumbria; il nome sembra sia cresciuto ad ogni ondata di nuovi abitanti, ognuno dei quali prendeva il nome degli occupanti precedenti e aggiungeva qualcosa: le tre sillabe, "tor", "pen", "how", (oltre a "hill") significano tutte collina in una lingua diversa. 
Fattori come il cambio di pronuncia nel corso degli anni, cambio di significato, e altre ambiguità possono complicare ulteriormente le cose. Ad esempio, in luoghi dove prevaleva il Danelaw e dove esiste incertezza sull'origine del nome, è più logico preferire il significato dell'antico norvegese a quello dell'antico inglese; spesso, comunque, essi sono identici. Si prenda ad esempio Askrigg, nello Yorkshire, "un luogo dove crescono i frassini": mentre il primo elemento è indubbiamente il norvegese asc (pronunciato "ask"), nella lingua del Danelaw ask- può facilmente rappresentare una "norvegesizzazione" della forma antico inglese æsc (pronunciata "ash"). Sia asc che æsc, in ogni caso, hanno lo stesso significato. 
Talvolta comunque, si verificava il caso in cui i nuovi arrivati cambiavano il nome per farlo coincidere con la loro pronuncia, senza mantenere riferimenti al significato originale. Quindi Skipton, nello Yorkshire, se non fosse stato per i coloni di lingua norvegese dell'area, sarebbe giunto a noi come "Shipton" (in antico inglese scip(e)tun - "fattoria delle pecore"). Il termine in antico norvegese per "pecora" ("sheep") era abbastanza differente (produsse infatti il nome delle Isole Fær Øer  - le "isole delle pecore"), quindi i nuovi abitanti non stavano traducendo il nome, ma semplicemente riflettendo il modo in cui il suono inglese "sh-" corrispondeva al norvegese "sk-", nelle parole che avevano una radice comune (come abbiamo già visto per asc e æsc). 
I termini "antico inglese" e "Anglo-Sassone" sono fondamentalmente equivalenti in significato e rappresentano il linguaggio ibrido germanico occidentale, in uso tra l'abbandono romano della Britannia e il secolo successivo all'invasione normanna del 1066.
Si noti che in confronto ai toponimi antico inglesi e antico norvegesi, quelli nelle lingue celtiche (cornico, gallese, ecc.) sono quasi sempre composti in ordine inverso, ovvero, Tregonebris è tre + Conebris cioè "l'insediamento di Cunebris". Questo non è vero comunque, per i nomi celtici più vecchi: ad esempio, Malvern, derivante da elementi rappresentati dal gallese moderno "Moelfryn" (moel + bryn - "bald hill"). 
Legenda delle lingue: K - cornico; L - latino; NF - francese normanno; OE - antico inglese; ON - antico norvegese; P - pitto; SG - gaelico scozzese; W - gallese
| Toponimi britannici           |            |                                                    | |                               | |
| Termine                       | Origine    | Significato                                        | Esempio | Posizione                     | Commenti |
| aber                          | W,P,K      | bocca (di un fiume), confluenza, incontro di acque | Aberystwyth, Aberdyfi, Aberdeen                                                                                 | prefisso                      | |
| ac, acc                       | OE         | ghianda, o comunque associato alla quercia         | Accrington, Acomb                                                                                               |                               | |
| afon                          | W,SG,K     | fiume                                              | Aberafon |                               | afon viene pronunciato "AH-von"; diversi fiumi britannici sono chiamati "Avon"                                                                                             |
| axe, exe                      | W          | da isca, acqua                                     | Exeter, Fiume Axe (Devon), Fiume Axe (Somerset), Fiume Exe, Fiume Usk, Axminster, Axbridge, Axmouth, ecc.       |                               | |
| ay, ey                        | ON         | isola                                              | Ramsey, Lundy, Isole Orcadi (Orkney)                                                                            | suffisso (in genere)          | |
| beck                          | ON         | ruscello                                           | Holbeck, Beckinsale, Costa Beck, Cod Beck                                                                       |                               | |
| bex                           | OE         | bosso (albero)                                     | Bexley, Bexhill-on-Sea (il nome in antico inglese di Bexhill-on-Sea era Bexelei, la rada dove crescono i bossi) |                               | |
| bourne                        | OE         | torrente, ruscello                                 | Bournemouth, Sittingbourne                                                                                      |                               | |
| bre                           | W          | collina                                            | Bredon | prefisso                      | |
| borough, burgh, bury          | OE         | roccaforte, fortino                                | Aylesbury, Banbury, Bury, Edimburgo (Edinburgh), Gainsborough, Scarborough                                      | suffisso                      | |
| by                            | ON         | villaggio, insediamento                            | Derby, Grimsby, Whitby                                                                                          | suffisso                      | |
| canter                        | OE         | uomo del Kent (Cantware)                           | Canterbury |                               | l'elemento "cant" deriva dai Cantiaci romano-britannici, la popolazione della regione                                                                                      |
| carden                        | P          | sottobosco                                         | Kincardine, Cardenden                                                                                           | suffisso                      | |
| caster, cester, chester, caer | OE, W (<L) | accampamento, fortificazione                       | Lancaster, Doncaster, Gloucester, Caister, Chester, Cardiff, Caerleon, Manchester                               | suffisso (caer è un prefisso) | "-ster" viene talvolta semplificato in "-ter", ad esempio: Exeter, Uttoxeter                                                                                               |
| cheap, chipping               | OE         | mercato                                            | Chipping Norton, Chipping Campden, Chippenham                                                                   |                               | usato anche come parte di nomi di vie, ad esempio Cheapside |
| cwm                           | W          | valle                                              | Cwmbran | prefisso                      | |
| dale                          | ON         | valle                                              | Airedale, la valle del fiume Aire                                                                               | suffisso                      | |
| deanas                        | OE         | valle                                              | Croydon, Dean Village                                                                                           | suffisso                      | la geografia è spesso l'unico indicatore della radice originale del termine (cfr. don, collina)                                                                            |
| don                           | OE         | collina                                            | Bredon | suffisso                      | |
| dun                           | SG         | forte                                              | Dundee | prefisso                      | |
| fax                           | OE, V      | pallido                                            | Halifax |                               | |
| fin                           | P          | collina (?)                                        | Findochty | prefisso                      | possibilmente correlato pen |
| glen                          | SG         | valle                                              | Rutherglen |                               | |
| ham                           | OE         | insediamento, città                                | Oldham | suffisso                      | spesso confuso con hamm, recinzione |
| hurst                         | OE         | collina boscosa                                    | Dewhurst |                               | |
| ing                           | OE ingas   | discendenti o seguaci di                           | Reading, ovvero i sudditi di Reada                                                                              | suffisso                      | talvolta sopravvive in forma apparentemente plurale, come in Hastings; inoltre viene spesso combinato con 'ham' (vedi sopra), ad esempio Birmingham, Cottingham, Immingham |
| inver                         | SG         | bocca (di un fiume), confluenza, incontro di acque | Inverness | prefisso                      | |
| kin                           | SG         | testa                                              | Kincardine | prefisso                      | |
| king                          | OE Cyning  | re, capo tribù                                     | King's Norton, Kingston, Kingston Bagpuize                                                                      |                               | |
| lan, lhan, llan               | K, P, W    | chiesa, luogo in cui sorge una chiesa              | Llanteglos (Cornovaglia), Lhanbryde (Moray), Llanfair PG                                                        | prefisso                      | |
| law                           | OE         | da hlaw, una collina arrotondata                   | Charlaw Warden Law                                                                                              | (solitamente) da solo         | spesso una collina con un tumulo sulla cima |
| lea, ley                      | OE         | da leah, uno spiazzo nel bosco                     | Wembley | (solitamente) suffisso        | |
| magna                         | L          | grande                                             | Appleby Magna                                                                                                   |                               | |
| mon                           | P          | ?                                                  | Moniave | prefisso                      | |
| nan, nans                     | K          | valle                                              | Nancledra (Cornovaglia)                                                                                         | prefisso                      | |
| nant                          | W          | ruscello                                           | Nantgarw | prefisso                      | |
| ness                          | OE, V      | promontorio, altopiano                             | Sheerness | suffisso                      | |
| parva                         | L          | piccola                                            | Appleby Parva                                                                                                   |                               | |
| pen                           | K, W, OE   | collina                                            | Penzance | prefisso                      | |
| pit                           | P          | fattoria                                           | Pitlochry (Perthshire)                                                                                          | prefisso                      | |
| pol                           | K          | stagno o lago                                      | Polperro (Cornovaglia)                                                                                          | prefisso                      | |
| pont                          | L, K, W    | ponte                                              | Pontypridd | prefisso                      | si può ritrovare anche nella forma mutuata "bont", ad esempio, Pen-y-bont (Bridgend); in origine del latino pons                                                           |
| shaw                          | V          | bosco; una corruzione di howe (cfr.)               | Penshaw | da solo o come suffisso       | |
| stoke                         | OE stoc    | insediamento, fattoria                             | Stoke-on-Trent, Stoke Damerell                                                                                  | (solitamente) da solo         | |
| strath                        | P          | valle                                              | Strathmore (Angus)                                                                                              | prefisso                      | |
| thorp, thorpe                 | ON         | villaggio, insediamento                            | Cleethorpes, Thorpeness                                                                                         |                               | |
| thwaite                       | ON thveit  | una radura abitata                                 | Huthwaite | suffisso                      | |
| tre                           | K, W       | insediamento                                       | Trevose Head | prefisso                      | |
| tilly                         | SG         | collina                                            | Tillicoultry, Tillydrone                                                                                        | prefisso                      | |
| tun, ton                      | OE, ON tun | recinzione, fattoria, maniero, appezzamento        | Tunstead, Tonbridge ovvero ponte della proprietà; Charlton                                                      |                               | |